# High Voltage (album iz 1975)
Album High voltage je prvi solisticki album Australijske hard rok grupe AC/DC. Snimljen je 1975. godine za izdavačku kuću Albert. Ovo izdanje je bilo samo za australiju dok je internacionalni album izdat naredne godine 1976. godine.

## Pesme
Sve pesme su napisali Angus Jang, Malkom Jang i Bon Skot, osim gde je drugačije navedeno.
Strana 1
1. (Veliki Džo Vilijams) – 4:50
2. – 4:51
3. – 5:37
4. – 4:40

Strana 2
1. (A. Jang, M. Jang) – 6:25
2. – 3:31
3. – 5:15
4. – 4:46

## Učesnici
- Bon Skot – vokal
- Angus Jang – gitara
- Malkom Jang – ritam gitara, prateći vokal, bas gitara, solo gitara na pesmama 3, 5, 6 and 8[1]
- Džordž Jang – produkcija, bas gitara, ritam gitara[2], prateći vokal
- Rob Bejli – bas gitara
- Piter Klak – bubnjevi na pesmi 1[3]
- Toni Kurenti – bubnjevi na pesmama 2-8[3]
- Hari Vanda – produkcija, prateći vokal

## Literatura
- Walker, Clinton . Highway to Hell: The Life and Times of AC/DC Legend Bon Scott. 2001.  978-1-891241-13-0.
- Engleheart, Murray & Arnaud Durieux . AC/DC: Maximum Rock N Roll. 2006.  978-0-7322-8383-4. стр. 92–93.
- Video Footage and Liner Notes, Family Jewels 2-Disc DVD Set 2005